# جيسيكا فالك
جيسيكا فالك هي موسيقية ومغنية وكاتبة غنائية سويدية، ولدت في 14 يوليو 1973 في سوندسفال في السويد.

## وصلات خارجية
- جيسيكا فالك على موقع ميوزك برينز (الإنجليزية)